# State of Euphoria
State of Euphoria är det fjärde stodioalbumet med det amerikanska thrash metal-bandet Anthrax. Albumet släpptes 19 september 1988.

## Låtlista
1. "Be All, End All" - 6:22
2. "Out of Sight, Out of Mind" - 5:13
3. "Make Me Laugh" - 5:41
4. "Antisocial"(Trust-cover) - 4:27
5. "Who Cares Wins" - 7:35
6. "Now It's Dark" - 5:34
7. "Schism" - 5:27
8. "Misery Loves Company" - 5:40
9. "13" - 0:49
10. "Finale" - 5:47